# African Express Airways
African Express Airways é uma companhia aérea queniana com sede em Nairóbi. Sua base principal é o Aeroporto Internacional Jomo Kenyatta.

## Frota

### Frota atual

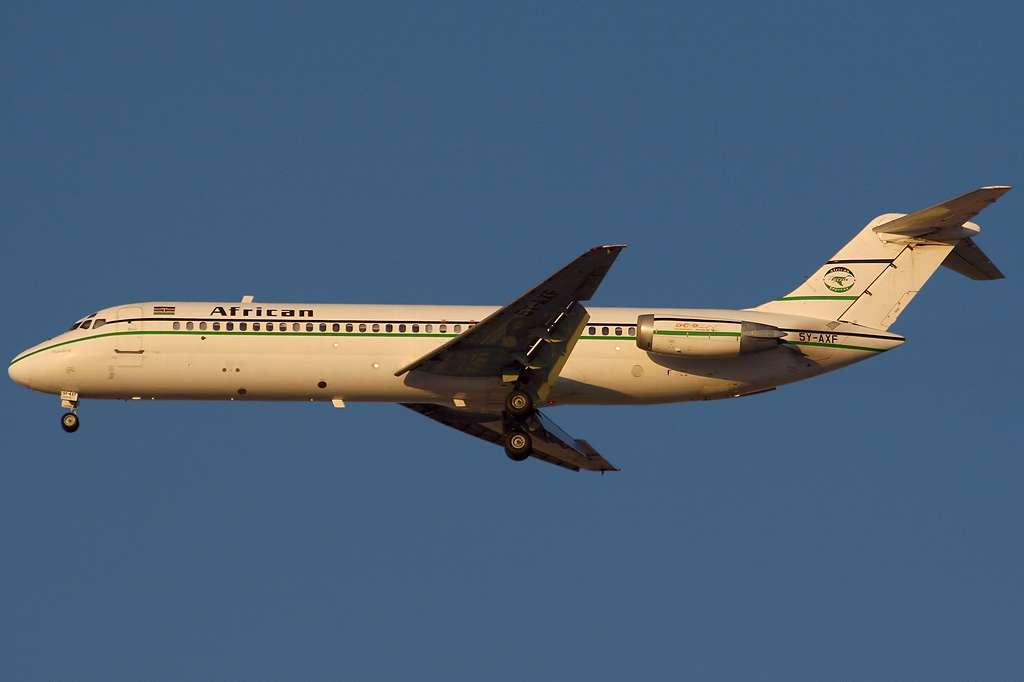
Um Douglas DC-9-30 da African Express Airways

A frota da African Express Airways consiste nas seguintes aeronaves (Fevereiro de 2021):
| Aeronaves                 | Em Serviço | Ordens | Passageiros | Notas |
| ------------------------- | ---------- | ------ | ----------- | ----- |
| McDonnell Douglas MD-82   | 2          | –      | 148         |       |
| McDonnell Douglas DC-9-30 | 2          | –      | 100         |       |
| Bombardier CRJ200LR       | 1          | –      | 50          |       |
| Total                     | 5          | 0      |             |       |

### Frota Histórica

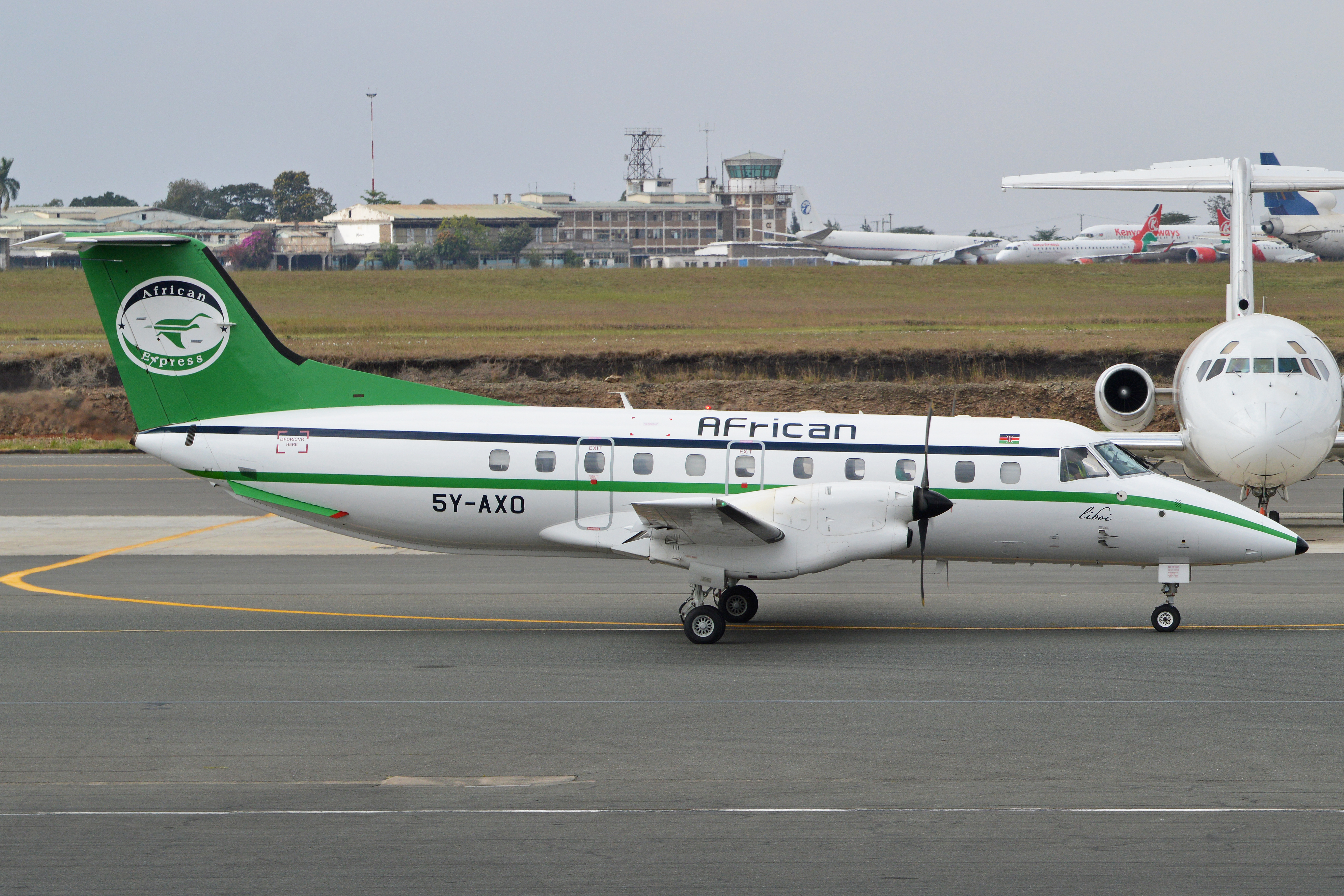
Um Embraer EMB-120RT Brasilia da African Express Airways

A frota da African Express Airways também consistiu nas seguintes aeronaves:
- Embraer EMB 120ER Brasília